# Gurgum

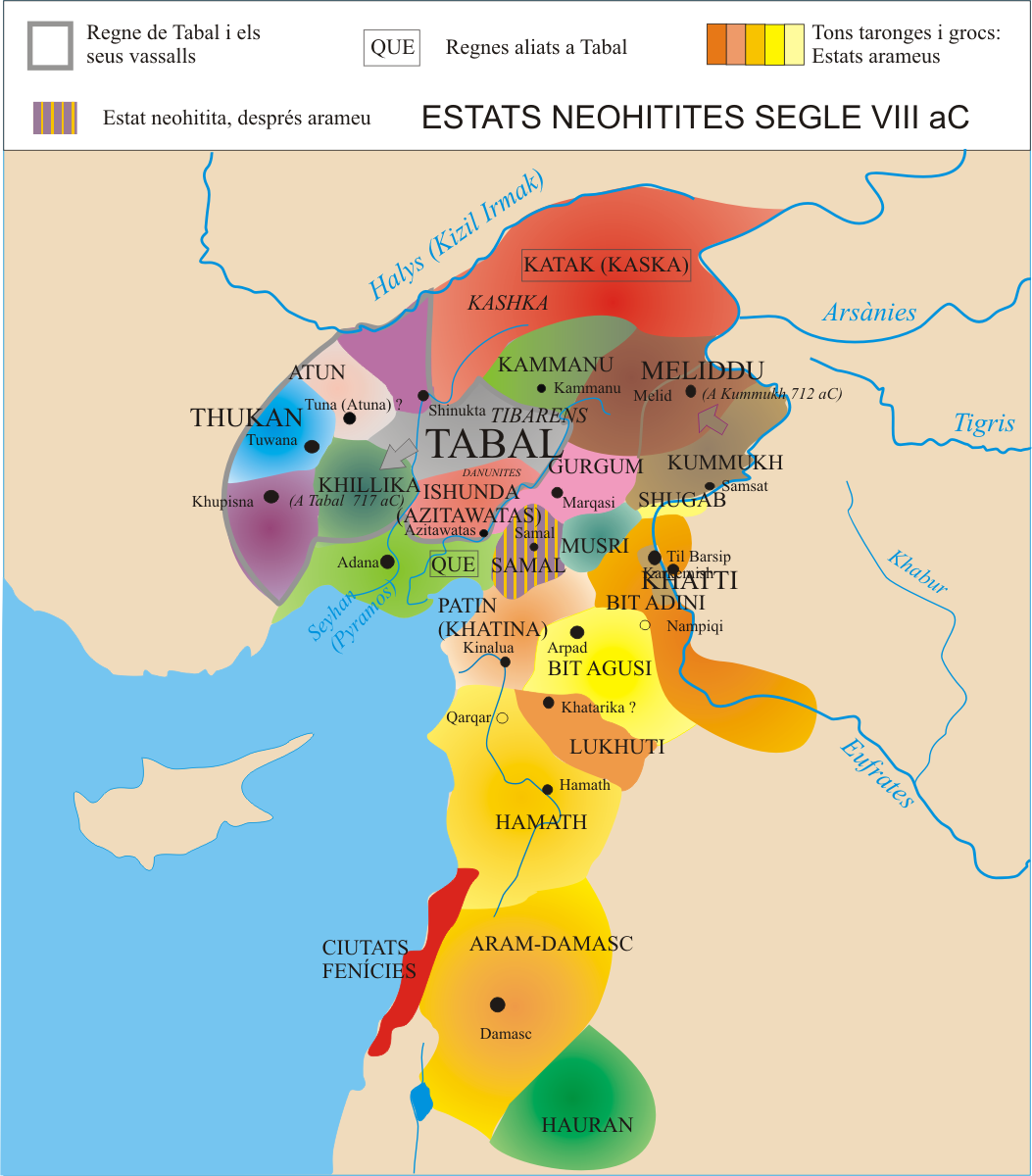
Estats neohitites i arameus a Síria al

Gurgum també Gumgum o Gamgum va ser un regne de la regió de la moderna Kahramanmaraş (Maraix) a Turquia. La capital era aquesta ciutat, llavors anomenada Marqasi. Segurament eren de parla luvita.
L'any 859 aC Assíria va atacar Bit Adini on regnava Akhuni. Des de Bit Adini el rei Salmanassar III va entrar al país de Gurgum (o Gamgum), al nord de Bit Adini, on regnava Matalla, que va haver de pagar tribut; després va passar al regne de Samal (Sam'al) on regnava Khanu o Kha'anu, que era aliat de Sapulumi de Patin, d'Akhuni de Bit Adini i de Sangara de Khati o Karkemish. El rei Khanu va ser derrotat al naixement del riu Salvar, al peu de les muntanyes d'Amanus; després els assiris van travessar l'Orontes i van ocupar la fortalesa d'Alizir, que pertanyia a Sapulumi de Khattim (Khattina o Patin), que va fugir i va atreure a l'aliança contra assíria al rei de Kui o Kati (potser el regne de Que, no es coneix el nom del rei), al rei Pikhiris de Khilikka (Cilícia) i al rei Bur Anati de Yasbuk, però els aliats van ser derrotats per Salmanassar III i en la batalla el príncep Bur Anati va caure presoner; 25.000 soldats de la coalició van morir, i va assolar tot el territori de la costa del golf d'Issos (Alexandreta) incloent diverses ciutats (Jazaz, Nulia i Butanu).
El 854 aC Salmanassar va sortir de Nínive, va creuar el Tigris i es va dirigir cap al Balikh, a la ciutat de Giammu que va ocupar i saquejar (enviant el botí a Assur). De Kitlala es va dirigir a la fortalesa de Kar-Shulman-asharid i va creuar l'Eufrates amb bots. Va anar cap a la ciutat «que els hitites anomenaven Pitru» que és la ciutat bíblica de Pethor, i que els assiris anomenaven Asshur-utir-asbat, a la riba del Sagur, on va rebre el tribut de Sangar de Karkemish, de Kundashpi de Kummukh, d'Aramu de Bit Agusi, de Lallu el melidseu (de Milid), de Khayani o Khaianu de Bit Gabbar (Bit Gabar), de Kalparuda o Karparuda de Patin i de Kalpanida de Gurgum; els tributs eren plata, or, plom, coure, i objectes de coure.
Kalparunda III va lluitar a Paqarhubuni contra Atarsumki de Bit Agusi (Arpad), Una aliança de 8 reis, entre ells Kalparunda III, va establir la frontera entre Gurgum i Bit Agusi l'any 805 aC. Més tard va atacar a Zakir o Zakur (III?) d'Hamath a Khatarika (potser l'any 795 aC).
El rei d'Urartu Sarduri I (753 aC a 735 aC) va sotmetre a vassallatge els regnes de Gurgum i Samal (moderna Zendjirli) i altres.
El 743 aC el rei Teglatfalassar III (745 aC-727 aC) va fer una expedició contra Bit Agusi, on regnava Matilu que estava sota influència d'Urartu. Va assetjar Arpad, la capital. Matilu tenia l'aliança de Sulumal de Melid o Meliddu (Malatya), del rei Tarkhulara o Tarkhularas de Gurgum i del rei Kushtashpi de Kummukh, però la principal força aliada era la del rei d'Urartu, que va atacar directament territori assiri forçant al rei Teglatfalassar a retornar a correcuita creuant l'Eufrates per la zona de Til Barsip i dirigint-se cap al nord. Es va lliurar una batalla en un lloc al sud-est de Khummukhi, entre Khalpa (a la Commagena/Kummukhi) i Kishtan (moderna Kustam, prop de Biredjik) i els assiris van triomfar. Va assetjar la ciutat d'Arpad altre cop i el setge durarà tres anys. Amb un exèrcit assiri i el rei va marxar al nord i va destruir les ciutats d'Izzida, Ququsanshu i Kharbisina, arribant a Amedi i encara més al nord, i ja no van seguir endavant perquè els soldats estaven cansats.
Quan Teglatfalassar III (741 aC-724 aC) va iniciar la lluita pels districtes fronterers que s'havien sotmès a Urartu, Gurgum va ajudar a Urartu, però victoriós el rei assiri, Gurgum va quedar en zona d'influència assíria. Era un aliat poc segur i apareix novament pocs anys després com aliat d'Urartu.
El 740 aC es va rendir Arpad. Tropes assíries van creuar Kummukhi. El rei de Gurgum, Tarkhularas, Dadilu de Kask (lloc no identificat) i el de Meliddu, Samulal, van pagar tribut. El van seguir Urikki de Que, Azriyau de Yaudi-Samal, Uassurme (Wasu Sharumush) de Tabal, Ushkhitti d'Atun (propera a Tabal), Urballa de Tokhan, Tukhammi d'Ishtunda, i Urimmi de Khubishna. El rei Tutammu de Khatina o Patin va ser el cap de la resistència contra els assiris.
El 738 aC els assiris es van presentar a Karkemish i van imposar com a rei a Pisiris. Van organitzar una expedició contra Yaudi-Samal, on el rei Azriyau va acabar deposat potser el 738 aC i un descendent de l'antiga casa reial, Panammuruwa II o Panammu va pujar al tron; el regne va incorporar alguns territoris del veí regne de Gurgum. El rei Tutammu de Patin va ser derrotat, la capital Kinalia ocupada, i el rei fet presoner i deposat; el regne es va convertir en la província assíria d'Umqi amb un governador assiri. Tabal va pagar tribut.
Finalment el 710 aC Sargon II va atacar Marqasi; el rei Mutallu de Gurgum (que hauria matat al seu pare) es va sotmetre a Assíria i va ser deportat. Aquest rei portava el mateix nom que un rei de Commagena (Kummukh) contemporani, però no governava sobre els dos regnes sinó que eren persones diferents. Gurgum va esdevenir província assíria amb el nom de Marqasi. Un governador, Naabu-sarru-usur, va ser epònim el 682 aC.

## Reis
- Kalparuda (Halparuntiyas) I
- Matalla (Muwallis) cap a l'any 860 aC
- Kalpanida (Kalparuda II) potser a partir del 850 aC (fill)
- Kalparuda III cap al 800 aC
- Desconeguts entre el 795 aC i el 750 aC aproximadament
- Tarkhulara o Tarkhularas entre el 750 aC i el 720 aC
- Mutallu cap al 720 aC i fins al 710 aC (fill)